# In the Heights (película)
In the Heights (titulada: En un barrio de Nueva York en España y En el barrio en Hispanoamérica) es una película estadounidense musical de drama dirigida por Jon M. Chu y escrita por Quiara Alegría Hudes. Se basa en el musical escénico de 2008 de Hudes y Lin-Manuel Miranda. La película está protagonizada por Anthony Ramos, Corey Hawkins, Leslie Grace, Melissa Barrera, Olga Merediz, Daphne Rubin-Vega, Gregory Diaz IV y Jimmy Smits.
In the Heights se estrenó mundialmente en el Festival Internacional de Cine Latino de Los Ángeles, el 4 de junio de 2021. Luego se estrenó en los cines, Dolby Cinema e IMAX en los Estados Unidos el 11 de junio de 2021, por Warner Bros., y también apareció en HBO Max, el mismo día.

## Premisa
Se encienden las luces en el barrio de Washington Heights en Nueva York... El aroma de un cafecito caliente flota en el aire a las afueras de la parada de metro en 181st Street, donde un caleidoscopio de sueños reúne a esta comunidad vibrante y unida. En la intersección de todo esto está el simpático y magnético propietario de la tienda del barrio, Usnavi (Anthony Ramos), quien ahorra cada centavo de su rutina diaria mientras espera, imagina y canta sobre una vida mejor.

## Argumento
Usnavi de la Vega les cuenta a cuatro niños una historia de Washington Heights (Washington Heights, Manhattan). 10 años antes, Usnavi es el dueño de una bodega en el barrio. Después de perseguir a "Graffiti Pete", un artista callejero que intentaba pintar con aerosol las contraventanas de seguridad de la bodega, presenta a: Abuela  Claudia, la matriarca del barrio y mujer que lo crio después de la muerte de sus padres ; Kevin Rosario, que dirige una empresa de taxis; el empleado de Kevin y mejor amigo de Usnavi, Benny; las damas del salón de belleza Daniela, Carla y Cuca; su primo Sonny, un adolescente que trabaja en la bodega; y Vanessa, de quien Usnavi tiene un flechazo no correspondido ("In The Heights").
Alejandro, abogado y amigo de la familia, le informa a Usnavi que el negocio de su difunto padre en República Dominicana, que él sueña con revivir, está a la venta. Mientras tanto, la hija de Kevin, Nina, regresa de la Universidad de Stanford. Después de ver a Benny ("Benny's Dispatch"), encuentra a su padre, diciéndole que no puede pagar la matrícula, pero él la ignora y le dice que no se preocupe ("Breathe").
El salón de Daniela se mudará a el Bronx debido al aumento de los alquileres en Manhattan. Nina llega para un tratamiento y se vuelve a conectar con las mujeres, pero finalmente revela que se ha marchado de Stanford y se va ("No Me Diga"). Vanessa presenta una solicitud de alquiler en el centro de la ciudad, donde sueña con convertirse en diseñadora de moda, pero su solicitud es rechazada ("No pasará mucho tiempo ahora"). Se dirige a la bodega de Usnavi, donde Sonny la invita a salir por él.
Sonny se entera de que un billete de lotería que vendió la bodega ganó 96.000 dólares. En la piscina pública, todos en el barrio fantasean con lo que harían con el dinero ("96.000"), mientras que en el barrio, el "piragüero" lamenta cómo ha perdido el negocio contra un camión de Mister Softee ("Piragua "). Ese fin de semana, Benny y Nina recuerdan su infancia. Ella expresa sus dudas y temores, pero él le asegura que está destinada a la grandeza ("When You're Home"). Mientras tanto, Usnavi habla con el padre de Sonny sobre dejar que Sonny lo acompañe a la República Dominicana, pero el padre de Sonny insinúa que él y Sonny son inmigrantes indocumentados y no pueden irse.
Esa noche, Kevin revela que vendió su negocio para pagar la matrícula de Nina. Indignada, rechaza el dinero, revelando que la verdadera razón por la que se retiró fue el racismo que experimentó y las tormentas. Usnavi y Vanessa se dirigen al  club de salsa para su cita. En el club, Usnavi está nervioso y distante, y se niega a bailar con Vanessa. Un hombre se la roba para bailar, lo que permite que varios hombres bailen con ella. A cambio, Usnavi intenta poner celosa a Vanessa bailando con otra mujer ("The Club"). De repente, sucede un apagón y Sonny y Graffiti Pete encienden fuegos artificiales, iluminando el vecindario. Vanessa y Usnavi discuten y ella lo rechaza ("Blackout").
Acostada en la cama, Abuela recuerda su infancia en Cuba y cómo llegó a  Nueva York, soportando dificultades para estar donde está hoy ("Paciencia y Fe"). Ella muere en paz, y el vecindario se une para llorar y cantar sus alabanzas ("Alabanza"). En una protesta por DACA, Sonny se entera de que no puede ir a la universidad, ya que es un inmigrante indocumentado. Al enterarse de esto, Nina decide regresar a Stanford para encontrar una manera de que los niños inmigrantes indocumentados encuentren un camino en la vida.
Usnavi encuentra la aplicación de alquiler de Vanessa en la basura. Visita a Daniela y le pide que firme la solicitud de Vanessa. Decepcionada con la negatividad del bloque por el apagón y la muerte de Abuela, Daniela despierta al vecindario en una celebración ("Carnaval del Barrio"), y en eso termina el apagón. Vanessa y Usnavi se reconcilian.
Un mes después, Nina está a punto de regresar a Stanford. Benny promete encontrar una manera de unirse a ella en Palo Alto, y se besan ("When the Sun Goes Down"). Mientras Usnavi se prepara para partir hacia República Dominicana, descubre que Abuela tenía el billete de lotería ganador y se lo dejó. Vanessa llega con champán, después de enterarse de que Usnavi consiguió que Daniela firmara conjuntamente su contrato de arrendamiento. Ella sugiere que Usnavi se quede, pero él se niega. Ella lo besa, lamentando que fue demasiado tarde para darse cuenta de sus sentimientos antes de irse ("Champagne").
Usnavi le da a Alejandro el boleto de lotería y le dice que lo use para pagar las tarifas de DACA de Sonny. A la mañana siguiente, Vanessa lleva a Usnavi a la bodega y le muestra una línea de moda que creó la noche anterior inspirada en el trabajo de Graffiti Pete. Al ver los murales de Pete celebrando a la Abuela, Usnavi decide quedarse. La historia vuelve a la actualidad, donde se revela que Usnavi está contando su historia en la bodega remodelada, y que uno de los niños es Iris, la hija de Usnavi y Vanessa. Todos cantan y bailan en la calle, mientras Usnavi expresa su alegría por estar en Washington Heights, donde siempre ha pertenecido (“Finale”).
En una escena posterior a los créditos, el camión de Mister Softee se va hacia abajo y el piragüero celebra su victoria subiendo los precios en un dólar, luego le regala al heladero una taza de hielo raspado ("Piragua (Reprise)").

## Reparto
- Anthony Ramos como Usnavi de la Vega; Un joven inmigrante dominicano dueño de una tienda de conveniencia en Washington Heights, Nueva York en dónde trabaja junto a su primo Sonny. Fue adoptado y criado por su abuela Claudia y vive enamorado de Vanessa, quien lo ignora constantemente. Su sueño es regresar a República Dominicana, su país natal y al que recuerda con nostalgia.
- Leslie Grace como Nina Rosario; Una joven dominicana-estadounidense de primera generación, quien tras regresar derrotada de la Universidad Stanford, siente la presión de su entorno por cumplir las expectativas que su familia y comunidad tienen sobre ella. Entre el estrés, Benny, su interés amoroso resulta ser su único consuelo.
  - Ariana Greenblatt como joven Nina
- Melissa Barrera como Vanessa Morales; Una hermosa joven inmigrante mexicana que sueña con convertirse en diseñadora de moda. Siempre inmersa en su mundo, navega entre la melancolía y las constantes decepciones que ha tenido en su vida. Con una actitud en ocasiones fría y desconfiada. Trabaja en el salón de belleza de Daniela, y vive sola en su departamento de Washington Heights. Fue criada por un padre soltero que se hundió en el alcoholismo.
- Corey Hawkins como Benny; Un joven afroamericano que trabaja en la estación de radio local. Es amigo de Usnavi y Sonny, e interés romántico de Nina Rosario.
- Olga Merediz como Abuela Claudia; La abuela adoptiva de Usnavi. Llegó a Nueva York huyendo desde Cuba junto a su madre, a la cual vio trabajar arduamente para criarla como madre soltera.
- Gregory Díaz como Sonny de la Vega; Primo de Usnavi, lo ayuda trabajando en la tienda de conveniencia que tienen. Sueña acompañar a su primo a República Dominicana, pero corriendo el riesgo de ser deportado.
- Jimmy Smits como Kevin Rosario; El padre de Nina, sueña con ver a su hija graduada de la universidad.
- Daphne Rubin-Vega como Daniela; Dueña del salón de belleza local y pareja de Carla. Ella es originaria de Vega Alta, Puerto Rico, en dónde cada año se celebraba el carnaval del barrio.
- Stephanie Beatriz como Carla; Trabajadora del salón de belleza y pareja de Daniela. Tiene una personalidad alegre y chistosa, siendo su debilidad los chismes de pasillo del barrio. Posee un origen étnico variado, pues menciona que su madre es dominicana-cubana, y su padre es puertorriqueño-chileno.
- Dascha Polanco como Cuca; Inmigrante dominicana y empleada del salón de Daniela. Es coqueta, seductora y le gusta el "perreo" y mover su acinturado cuerpo.
- Lin-Manuel Miranda como Piraguero; Un vendedor de helados.
- Marc Anthony como Gapo de la Vega; El padre alcohólico de Sonny.
- Noah Catala como Pete; Un chico gay amante de los grafitis.
- Christopher Jackson como Señor Softee.
- Patrick Page como Pike Phillips.
- Valentina como Cliente del salón de belleza de Daniela.
- Maria Hinojosa como Líder en protesta migratoria.
- Doreen Montalvo como Vecina; Participación póstuma de la actriz. La cinta está parcialmente dedicada a ella.

## Producción
El 7 de noviembre de 2008, Universal Pictures anunció que planeaban adaptar el musical original como una película para estrenarla en 2011. Kenny Ortega había sido elegido para dirigir la película, que estaba programada para comenzar la filmación en el verano de 2011. Sin embargo, el proyecto se canceló en marzo de 2011, cuando Universal optó por no producir la película In the Heights. Sin embargo, en enero de 2012, Lin-Manuel Miranda declaró que la adaptación de la película estaba de nuevo en discusión. En mayo de 2016, se anunció que Miranda y Harvey Weinstein producirían la película con The Weinstein Company.
El 10 de junio de 2016, Jon M. Chu se unió para dirigir la adaptación cinematográfica del musical.
A raíz de numerosas denuncias por mala conducta sexual contra Weinstein, se eliminó su crédito de productor en la película, y los derechos de la película finalmente se subastaron a Warner Bros. por $50 millones.
En octubre de 2018, Anthony Ramos fue elegido en la película para un papel no especificado. El 5 de noviembre de 2018, se informó que Rita Moreno había iniciado conversaciones con el estudio para protagonizar la película, pero poco después se reveló que esto era incorrecto.
En enero de 2019, Corey Hawkins fue elegido para el papel de Benny. En abril de 2019, Jimmy Smits, Melissa Barrera, Leslie Grace, Olga Merediz, Gregory Díaz, Daphne Rubin-Vega, Stephanie Beatriz y Dascha Polanco fueron elegidas.

### Rodaje
El rodaje comenzó el 3 de junio de 2019 en Nueva York. El número musical "96,000" fue filmado en Highbridge Pool con natación sincronizada y filmado durante dos días con 500 extras. Se realizaron varios cambios para la adaptación de la pantalla, incluidas referencias a la política de inmigración y microagresiones de la Acción Diferida para los Llegados en la Infancia (DACA), y recortar ciertos personajes y canciones. Además, una referencia a Donald Trump en "96.000" se cambió a Tiger Woods.

## Música
El álbum de la banda sonora de la película se lanzó el 10 de junio de 2021, el mismo día de su estreno en Estados Unidos, a través de Atlantic Records, Fue producido por Miranda junto con Alex Lacamoire, Bill Sherman y Greg Wells. con todas las canciones mezcladas por Wells. La película contiene una nueva canción, «Home All Summer», que es la última pista del álbum. La canción principal estuvo disponible para pedido anticipado, el 23 de abril de 2021. La canción «96,000» estuvo disponible a través de servicios de transmisión, el 3 de mayo de 2021.

Toda la música compuesta por Lin-Manuel Miranda. 
| In the Heights (Original Motion Picture Soundtrack) |                                                      | |          |  |
| N.º                                                 | Título                                               | Intérprete(s) | Duración |  |
| 1.                                                  | «In the Heights»                                     | Anthony Ramos Lin-Manuel Miranda Olga Merediz Jimmy Smits Daphne Rubin-Vega Stephanie Beatriz Dascha Polanco Corey Hawkins Gregory Diaz IV Melissa Barrera | 7:41     |  |
| 2.                                                  | «Benny's Dispatch»                                   | Corey Hawkins Leslie Grace | 2:20     |  |
| 3.                                                  | «Breathe» (junto con Rubén Blades y Doreen Montalvo) | Leslie Grace | 4:06     |  |
| 4.                                                  | «No Me Diga»                                         | Daphne Rubin-Vega Stephanie Beatriz Dascha Polanco Leslie Grace Melissa Barrera                                                                            | 2:24     |  |
| 5.                                                  | «It Won't Be Long Now»                               | Melissa Barrera Anthony Ramos Gregory Diaz IV | 3:38     |  |
| 6.                                                  | «96,000»                                             | Anthony Ramos Corey Hawkins Gregory Diaz IV Noah Catala Daphne Rubin-Vega Stephanie Beatriz Dascha Polanco Melissa Barrera                                 | 5:45     |  |
| 7.                                                  | «Piragua»                                            | Lin-Manuel Miranda | 1:42     |  |
| 8.                                                  | «When You're Home»                                   | Leslie Grace Corey Hawkins | 5:23     |  |
| 9.                                                  | «The Club»                                           | Anthony Ramos Melissa Barrera Corey Hawkins | 4:48     |  |
| 10.                                                 | «Blackout»                                           | Anthony Ramos Corey Hawkins Melissa Barrera Olga Merediz Gregory Diaz IV Noah Catala Daphne Rubin-Vega Stephanie Beatriz Dascha Polanco                    | 3:20     |  |
| 11.                                                 | «Paciencia y Fe»                                     | Olga Merediz | 4:39     |  |
| 12.                                                 | «Alabanza»                                           | Anthony Ramos Leslie Grace Jimmy Smits Noah Catala Melissa Barrera Corey Hawkins Gregory Diaz IV Dascha Polanco Daphne Rubin-Vega Stephanie Beatriz        | 3:18     |  |
| 13.                                                 | «Carnaval del Barrio»                                | Daphne Rubin-Vega Stephanie Beatriz Dascha Polanco Melissa Barrera Anthony Ramos Lin-Manuel Miranda Corey Hawkins Gregory Diaz IV Leslie Grace             | 7:00     |  |
| 14.                                                 | «When the Sun Goes Down»                             | Corey Hawkins Leslie Grace | 2:52     |  |
| 15.                                                 | «Champagne»                                          | Melissa Barrera Anthony Ramos | 2:53     |  |
| 16.                                                 | «Finale»                                             | Doreen Montalvo Anthony Ramos Stephanie Beatriz Daphne Rubin-Vega Dascha Polanco Jimmy Smits Lin-Manuel Miranda Leslie Grace Melissa Barrera               | 5:29     |  |
| 17.                                                 | «Home All Summer» (junto con Marc Anthony)           | Anthony Ramos Leslie Grace [ 22 ] | 3:48     |  |
| 1:12:17                                             |                                                      | |          |  |

## Estreno
La película se estrenó el 11 de junio de 2021 en cines a través de Warner Bros..
In the Heights tuvo su estreno mundial en el Festival de Cine de Tribeca en la ciudad de Nueva York, el 9 de junio de 2021, luego de una proyección avanzada en el Festival Internacional de Cine Latino de Los Ángeles, el 4 de junio de 2021 en el TCL Chinese Theater en Hollywood. Fue estrenada en los Estados Unidos el 10 de junio de 2021, en ambos cines y en HBO Max.
Anteriormente estaba programada para ser estrenada el 26 de junio de 2020, pero se retrasó hasta el 18 de junio de 2021, debido a la pandemia de COVID-19, antes de ser trasladada una semana.
Internacionalmente, la película fue estrenada el 18 de junio de 2021.

## Recepción

### Crítica
En el sitio web Rotten Tomatoes, In the Heights tiene una aprovación del 94%, basada en 351 reseñas, y se le pone una nota de 8.2/10. En Metacritic, la película tiene una nota media de 84 sobre 100, basada en 54 opiniones, indicando "aclamación universal". En CinemaScore tiene una nota de "A" en una escala de "A+" a "F" y en PostTrak un 88% de la audiencia dio una reseña positiva, mientras que un 67% la recomendaría.